# Hesperotychus hexagonus
Hesperotychus hexagonus är en skalbaggsart som först beskrevs av Thomas Casey 1897.  Hesperotychus hexagonus ingår i släktet Hesperotychus och familjen kortvingar. Inga underarter finns listade i Catalogue of Life.